# Fabrizia Pons
Fabrizia Pons, född i Turin den 26 juni 1955 är en italiensk rallyförare och kartläsare.
Pons deltog i flera VM-rallyn som förare i slutet av 1970-talet innan hon växlade spår till kartläsare. Hon läste noter åt Michèle Mouton med en andraplats i rally-VM 1982 som bästa resultat.
Hon har även deltagit i Dakarrallyt som kartläsare till Jutta Kleinschmidt.